# Мрежичко (област Бургас)
 За другото българско село вижте Мрежичко (Област Кърджали).  
Мрѐжичко е село в Югоизточна България, община Руен, област Бургас.

## География
Село Мрежичко се намира на около 13 km североизточно от общинския център село Руен и около 40 km на север-северозапад от областния център град Бургас. Разположено е в Източна Стара планина, в западната част на Еминска планина в близост със съседната от север Камчийска планина. Застроено е по билото на спускащо се на изток възвишение между долината на река Елешница от югоизток и неин малък местен приток от север, вливащ се в Елешница на около километър североизточно от селото. Надморската височина в центъра е около 315 m. Пътят до селото е отклонение на изток от общинския път, който на юг от кръстовището води през селата Припек, Подгорец и Сини рид към връзка с третокласния републикански път III-2085 и на запад по него към село Руен, а на запад от кръстовището – през селата Средна махала и Добра поляна към Руен.
Населението на село Мрежичко от 266 души към 1934 г. нараства до 576 към 1992 г., а към 2018 г. наброява – според текущата демографска статистика за населението – 548 души.
При преброяването на населението към 1 февруари 2011 г., от обща численост 540 лица, за 540 е посочена принадлежност към „турска“ етническа група.

## История
След края на Руско-турската война 1877 – 1878 г., по Берлинския договор селото остава на територията на Източна Румелия. От 1885 г. – след Съединението, то се намира в България с името Исуф чобанлар, Юсуф чобанлар. Преименувано е на Мрежичко през 1934 г.
През 2007 г. е закрито основното училище „Георги Стойков Раковски“ в село Мрежичко.

## Население

### Етнически състав
Преброяване на населението през 2011 г.
Численост и дял на етническите групи според преброяването на населението през 2011 г.:
|                     | Численост |
| Общо                | 540       |
| Българи             | -         |
| Турци               | 540       |
| Цигани              | -         |
| Други               | -         |
| Не се самоопределят | -         |
| Неотговорили        | -         |

## Религии
Религията, изповядвана в село Мрежичко, е ислям.

## Обществени институции
Село Мрежичко към 2020 г. е център на кметство Мрежичко.
В Мрежичко към 2020 г. има постоянно действаща джамия;